# Badecon-le-Pin
 Badecon-le-Pin  ist eine französische Gemeinde mit 761 Einwohnern (Stand 1. Januar 2022) im Département Indre in der Region Centre-Val de Loire; sie gehört zum Arrondissement Châteauroux und zum Kanton Argenton-sur-Creuse.
Nachbargemeinden von Badecon-le-Pin sind Chavin im Nordosten, Pommiers im Osten, Gargilesse-Dampierre im Süden, Ceaulmont im Westen, und Le Menoux im Nordwesten.

## Bevölkerungsentwicklung
| Jahr      | 1962 | 1968 | 1975 | 1982 | 1990 | 1999 | 2007 | 2018 |
| Einwohner | 561  | 578  | 596  | 523  | 595  | 696  | 729  | 759  |

|  |  |